# Ninomiya Harushige

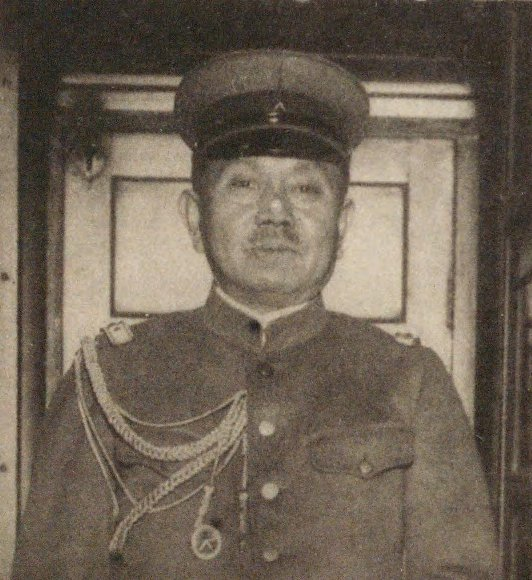
Ninomiya Harushige

Ninomiya Harushige (japanisch 二宮 治重; * 1. Februar 1879 in der Präfektur Okayama; † 17. Februar 1945 in Tokio) war ein japanischer Offizier und Politiker, der als Generalleutnant von 1930 bis 1932 stellvertretender Chef des Generalstabes sowie zwischen 1932 und 1934 Kommandeur der 5. Division war. Zum Ende des Zweiten Weltkrieges fungierte er von 1944 bis 1945 als Bildungsminister im Kabinett Koiso.

## Leben
Ninomiya Harushige begann 1898 als Offiziersanwärter seine Ausbildung an der Heeresoffizierschule (Rikugun Shikan Gakkō) und wurde nach deren Abschluss 1900 in die Kaiserlich Japanische Armee (Dai-Nippon Teikoku Rikugun) übernommen. In der Folgezeit fand er verschiedene Verwendungen als Offizier und war zudem 1910 Absolvent der Heereshochschule (Rikugun Daigakkō). Er wurde am 6. August 1917 zum Oberstleutnant befördert und unterrichtete zwischen dem 15. April 1919 und dem 20. September 1919 selbst als Dozent an der Heereshochschule. Im Anschluss wurde er am 20. September 1919 dem Generalstab zugeteilt und fungierte vom 3. Juni 1921 bis zum 17. März 1923 als Chef der für Organisation und Mobilmachung zuständigen 1. Sektion der Abteilung für Allgemeine Angelegenheiten des Generalstabes, wobei dort am 28. Juni 1921 seine Beförderung zum Oberst erfolgte. Nach Beendigung seiner Verwendung im Generalstab war er vom 17. März 1923 bis zum 1. Mai 1925 Kommandeur des 3. Regiments der Kaiserlichen Garde (Konoe shidan).
Nach seiner anschließenden Beförderung zum Generalmajor war er vom 1. Mai 1925 bis 26. Juli 1927 Militärattaché an der Botschaft im Vereinigten Königreich und daraufhin zwischen dem 26. Juli 1927 und dem 10. August 1928 Kommandeur der 2. Infanteriebrigade. Im Anschluss wurde er am 10. August 1928 erneut dem Generalstab zugeteilt und fungierte vom 1. Dezember 1928 bis zum 1. August 1929 als Leiter der für den Nachrichtendienst zuständigen 2. Abteilung des Generalstabes. Im Anschluss war er zwischen dem 1. August 1929 und dem 22. Dezember 1930 Leiter der Abteilung für Allgemeine Angelegenheiten des Generalstabes und wurde am 1. August 1930 zum Generalleutnant befördert. Als Nachfolger von Okamoto Ren’ichirō wurde er am 12. Dezember 1930 stellvertretender Chef des Generalstabes und bekleidete diese Funktion bis zum 9. Januar 1932, woraufhin Generalleutnant Mazaki Jinsaburō seine Nachfolge antrat. Zugleich fungierte er zwischen dem 12. Dezember 1931 und dem 9. Januar 1932 auch als kommissarischer Leiter der für Operationen zuständigen 1. Abteilung im Generalstab. Anschließend übernahm er am 9. Januar 1932 von Generalleutnant Terauchi Hisaichi den Posten des Kommandeur der in Hiroshima stationierten 5. Division, der sogenannten „Karpfen-Division“ (Koi-heidan), und bekleidete diesen bis zu seiner Ablösung durch Generalleutnant Koiso Kuniaki am 5. März 1934. Drei Wochen später schied er am 24. März 1934 aus dem aktiven Dienst und trat in den Ruhestand.
Im September 1936 wurde Ninomiya zunächst Präsident der Korea-Mandschurei-Kolonisation sowie sodann im Juni 1940 als Nachfolger von Teiji Tsubogami Präsident der Mandschurei-Kolonisationsgesellschaft (Manshū takushoku kōsha). Er behielt diesen Posten bis Juli 1944, woraufhin Generalleutnant Saitō Yaheita ihn ablöste. Am 22. Juli 1944 wurde er schließlich als Bildungsminister in das Kabinett Koiso berufen und bekleidete dieses Ministeramt bis zu seiner Ablösung durch Kodama Hideo am 17. Februar 1945.

## Hintergrundliteratur
- Meirion Harries: Soldiers of the Sun: The Rise and Fall of the Imperial Japanese Army, Random House, 1994, ISBN 0-679-75303-6.
- Robert B. Edgerton: Warriors of the Rising Sun: A History of the Japanese Military, Westview Press, 1999, ISBN 0-8133-3600-7.

## Weblink
- Ninomiya, Harushige. Generals from Japan (generals.dk) (englisch).